# Hippolyte Petitjean
Hippolyte Petitjean (Mâcon, 11 settembre 1854 – Parigi, 18 settembre 1929) è stato un pittore francese.

## Biografia
Nato in Borgogna, nel Dipartimento della Saône-et-Loire da Achille Barthelemy Petitjean e Marie Claudine Renaud, Hippolyte Petitjean fece i suoi primi studi d'arte frequentando, a partire dai 13 anni, la Scuola di disegno della sua città natale e ricevendo un'educazione prettamente accademica. Al termine gli fu concessa una borsa di studio per andare a perfezionarsi alla Scuola di Belle arti di Parigi. Fu quindi allievo di Alexandre Cabanel e di Pierre Puvis de Chavannes.

Nel 1880 allestì la sua prima mostra al Salon, dove continuò ad esporre sino al 1891.

Nel 1884 conobbe Georges Seurat. Quest'incontro incise notevolmente sulla sua visione della pittura, poiché Seurat lo incoraggiò ad abbandonare lo stile accademico per accostarsi a concezioni più moderne, in particolare al Neo-impressionismo. Anche l'influenza di Paul Signac e di Camille Pissarro lo sospinse verso nuove forme espressive. A partire dal 1894 Petitjean aderì pienamente al puntinismo, al punto da essere considerato, complessivamente, come un artista di tale scuola. A questa scelta, dunque, arrivò dopo diverse esperienze: partito inizialmente con una visione e una tecnica accademica, passò poi attraverso l'esperienza del simbolismo e quella dell'impressionismo, per giungere infine alla concezione neo-impressionista e puntinista.

Nel 1910 tornò, momentaneamente, al neo-impressionismo, con una serie di paesaggi realizzati all'acquarello.
Petitjean espose a Parigi nel 1891 al Salon des Indépendants e alla galleria Le Barc de Boutteville,  a Bruxelles nel 1893 e nel 1898 al Salon del Gruppo dei XX e a quello della Libre Esthétique, a Berlino nel 1898, a Weimar nel 1903 e a Wiesbaden nel 1921.

Morì a Parigi a settantacinque anni.

## Opere principali
- 1892 - Giovane donna seduta - Parigi, Museo d'Orsay
- 1911 - La Danza della primavera - Mâcon, Museo delle Orsoline
- 1914 - Il Ponte Nuovo - New York, Metropolitan Museum of Art
- 1921 - Nudo - Parigi, Museo d'Orsay
- 1929 - Barcone in uno stagno - Madrid, Museo Thyssen-Bornemisza

## Galleria d'immagini

### Ritratti e paesaggi

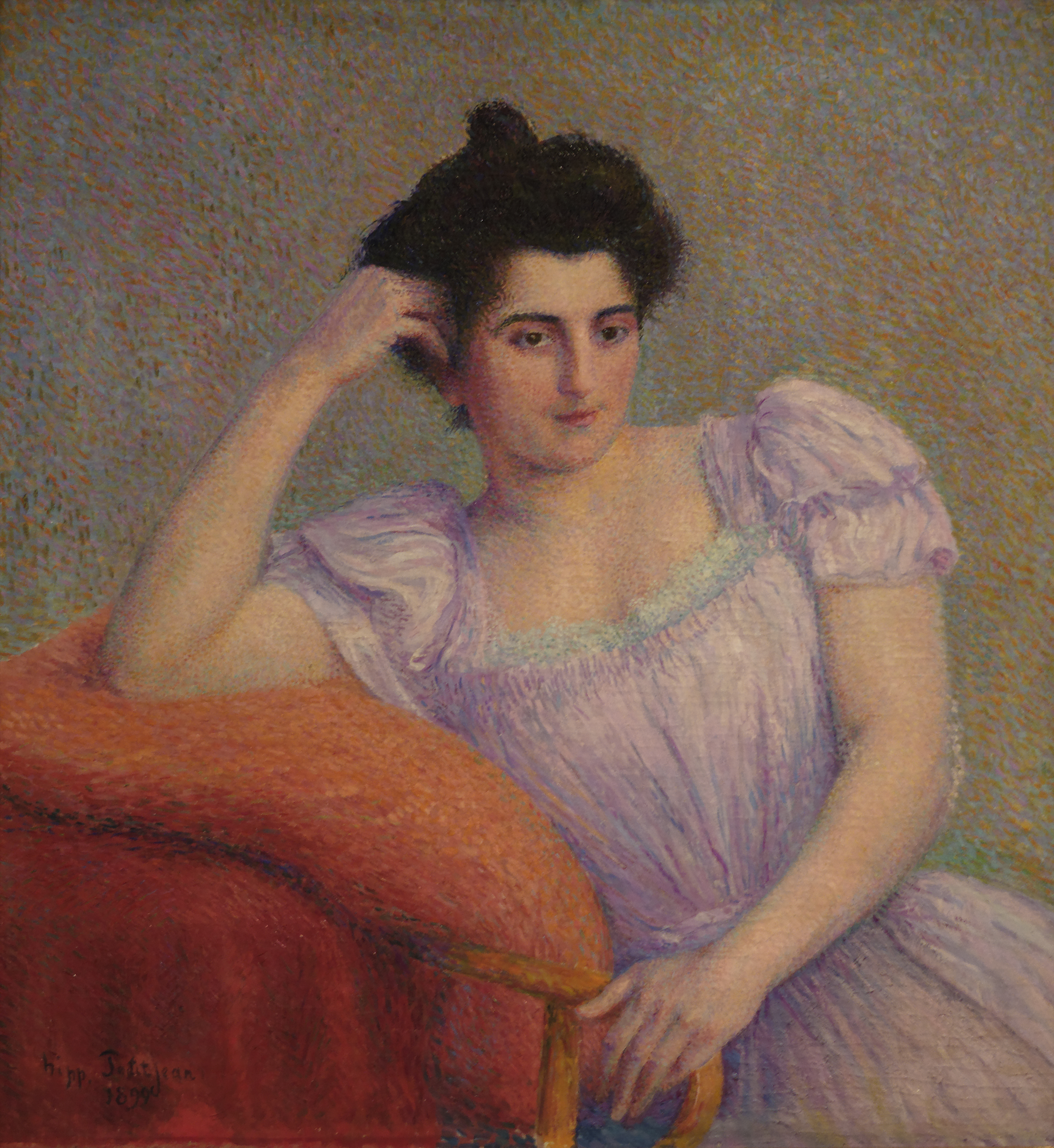
Madame Marthe
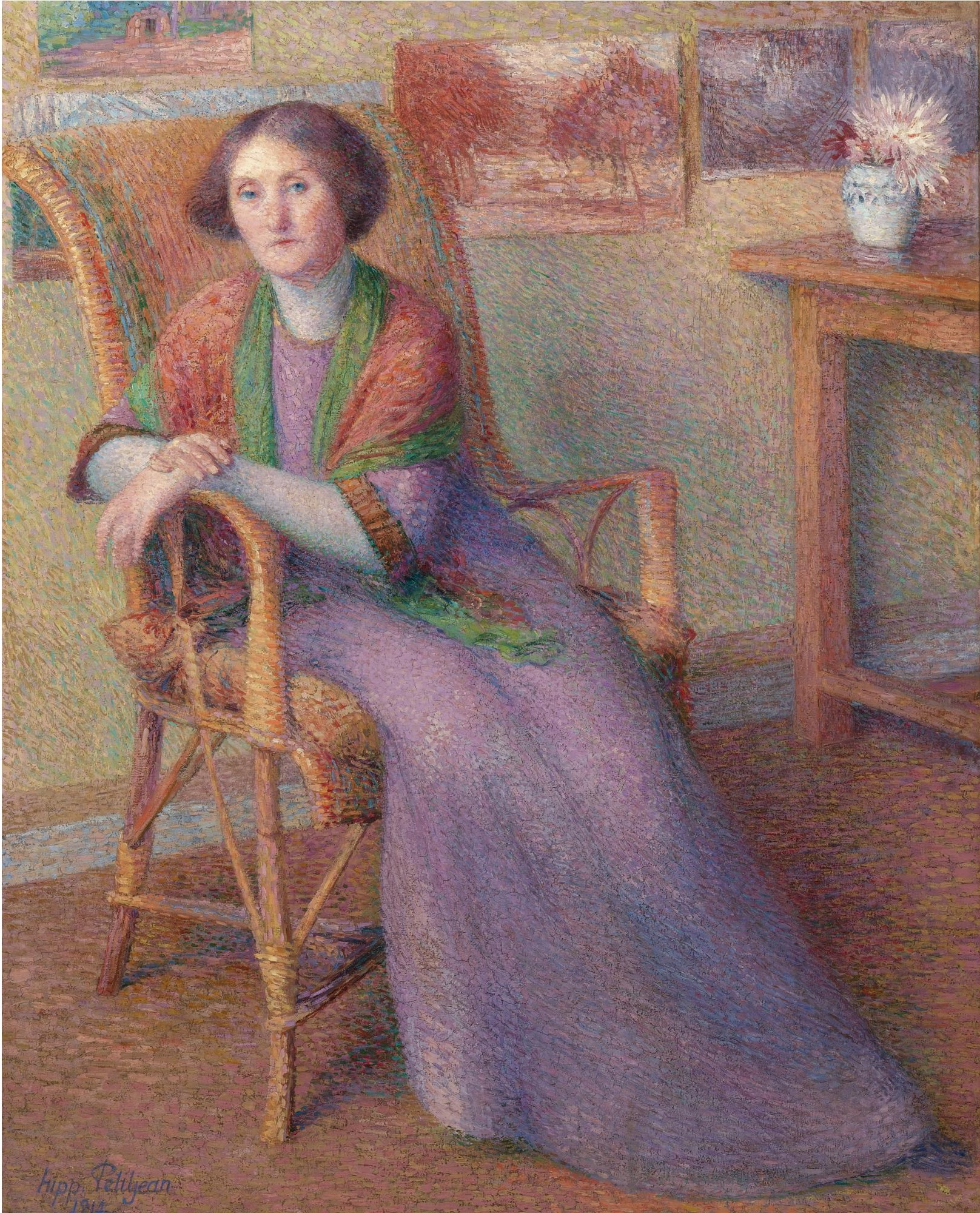
Ritratto della moglie
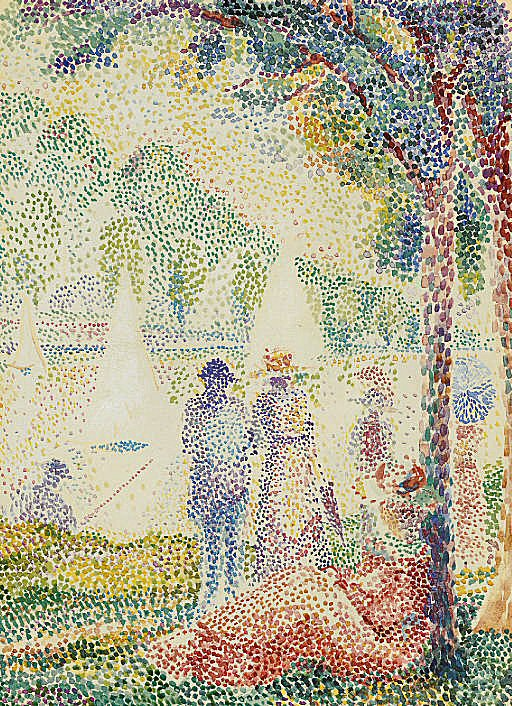
Nel parco
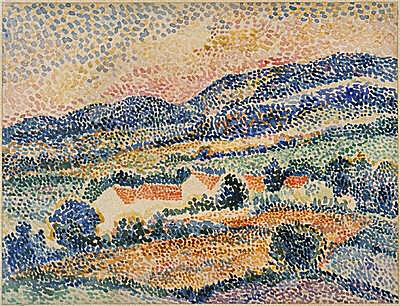
Paesaggio

### Nudi

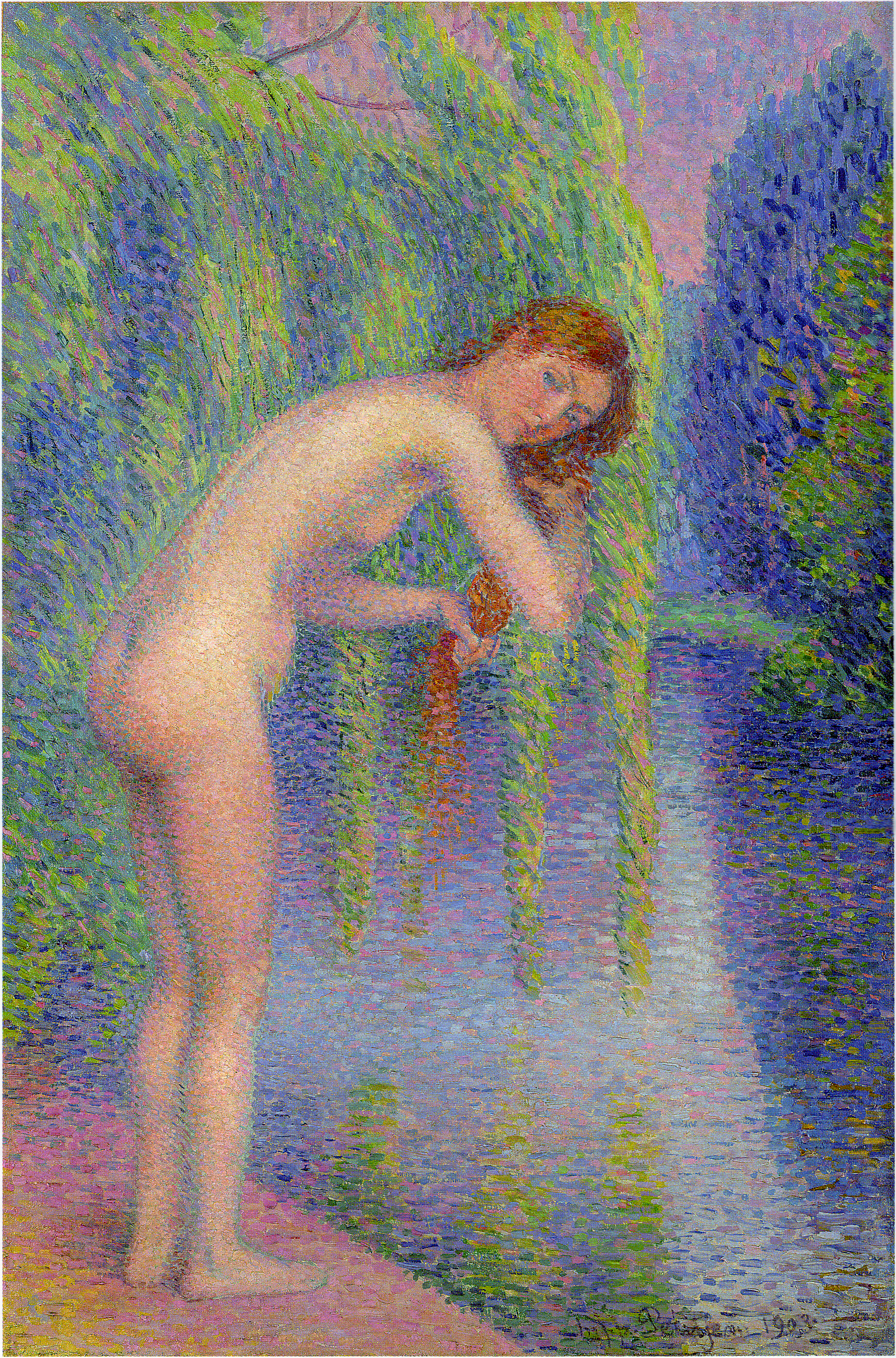
Nudo che si pettina
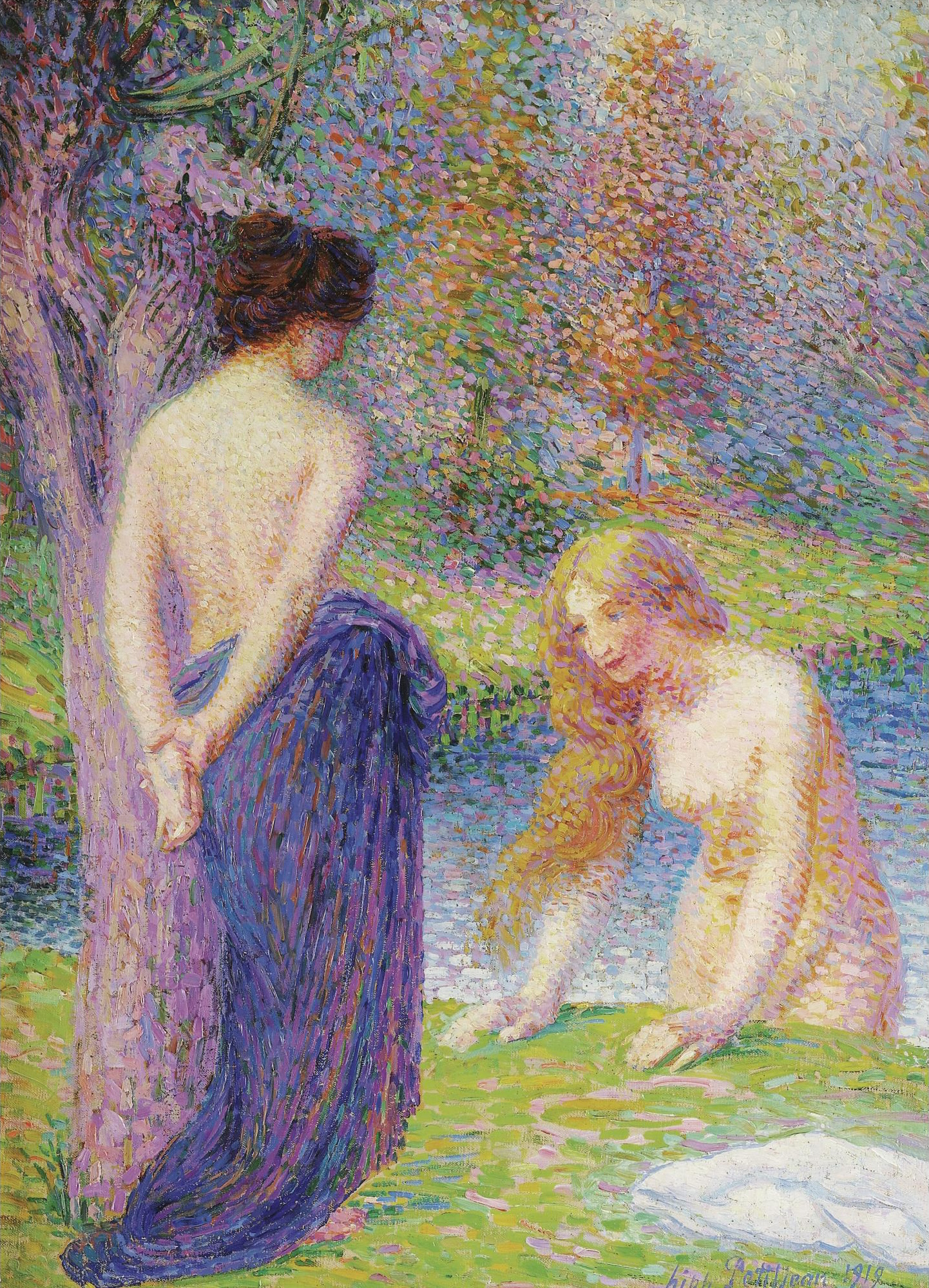
Bagnanti
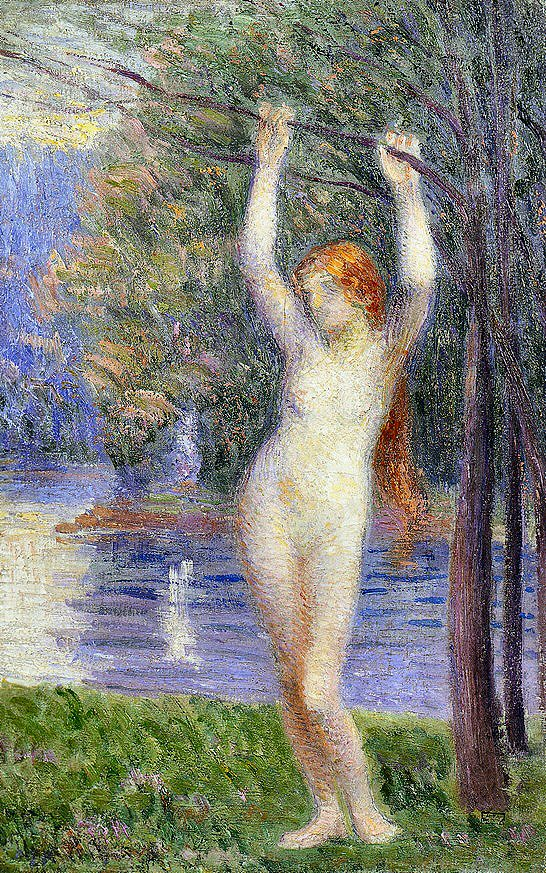
Nudo